# Isla Centinela

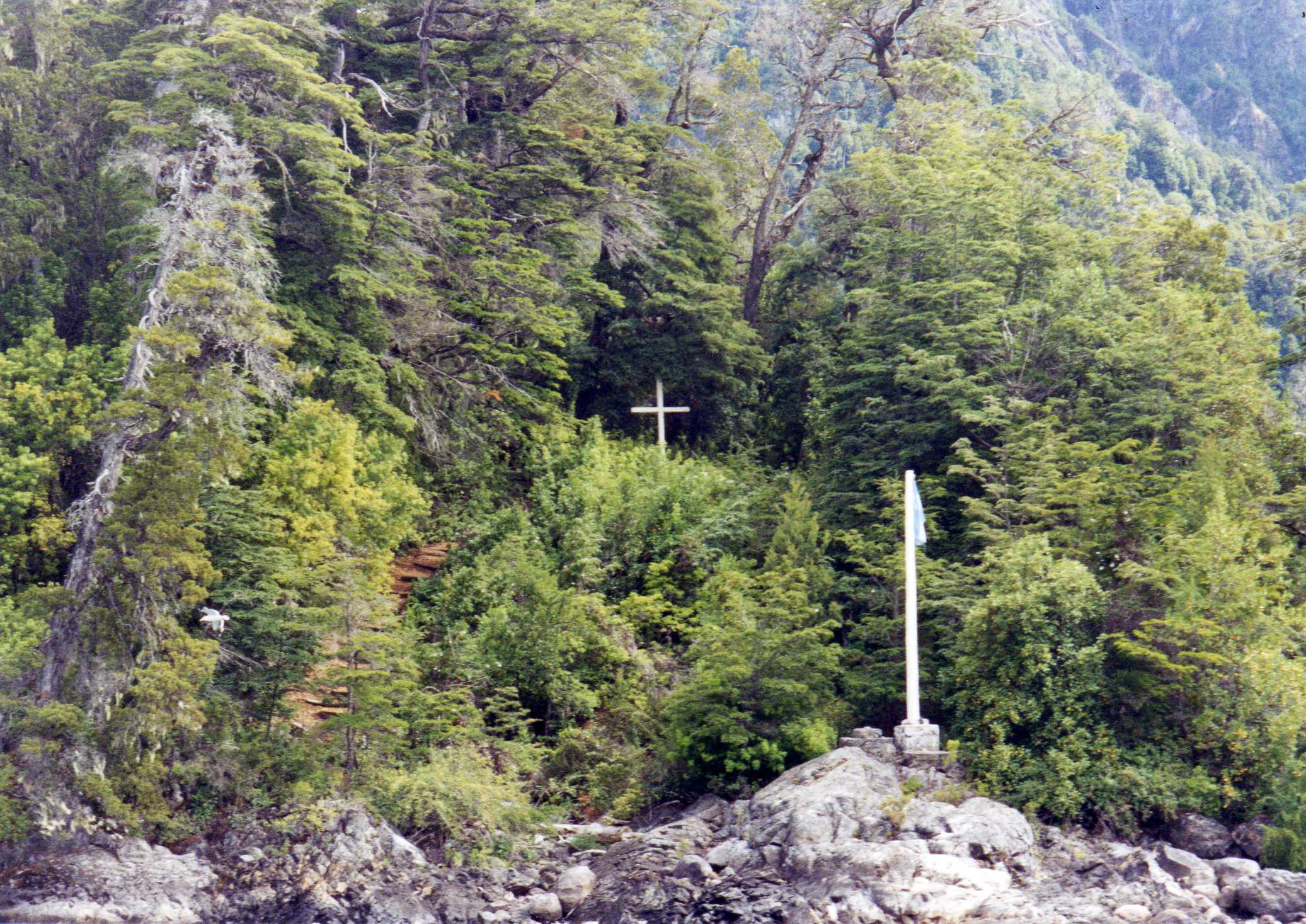
Tumba de Francisco Moreno en la Isla Centinela.

La isla Centinela es un pequeño islote ubicado en el Lago Nahuel Huapi, Parque Nacional Nahuel Huapi en la Argentina. La isla posee una longitud de unos 250 m por unos 100 m de ancho, y se ubica a la entrada al Brazo Blest enfrente de la península Llao Llao. La isla posee afloraciones de roca y algo de tierra donde se han desarrollado algunos cipreses y coihues.

## Restos del Dr. F. P. Moreno
La isla Centinela se destaca porque en ella descansan los restos del Dr. Francisco Pascasio Moreno, quien ha sido uno de los más importantes héroes civiles de la Argentina. Los restos del Dr. Moreno fueron trasladados a la isla Centinela el 16 de febrero de 1944, luego de que un decreto presidencial autorizara su traslado desde el cementerio de la Recoleta, donde habían descansado desde su fallecimiento.
La isla Centinela posee un pequeño muelle, y sólo una sencilla cruz blanca puede ser observada al navegar cerca de la misma. Las lanchas de turismo que diariamente pasan a su lado en su camino hacia Puerto Blest hacen sonar su sirena al pasar frente a la isla en señal de homenaje al Dr. Moreno, quién con su donación de tierras puso la base de lo que es hoy el Parque Nacional Nahuel Huapi.